# Dieci bianchi uccisi da un piccolo indiano
Pour plus de détails, voir Fiche technique et Distribution.
Dieci bianchi uccisi da un piccolo indiano (littéralement : Dix Blancs tués par un petit Indien) est un western spaghetti italo-espagnol sorti en 1974, réalisé par Gianfranco Baldanello.

## Synopsis
Dix hommes blancs massacrent une tribu indienne, pour prendre possession des terres et des bois que ces derniers habitaient. Mais il y a un survivant, un enfant nommé Condor : devenu grand, il se met à la recherche de ces dix assassins, et vient bousculer leurs vies désormais bien installées dans la tranquillité.

## Fiche technique
- Titre original italien : Dieci bianchi uccisi da un piccolo indiano
- Réalisation : Gianfranco Baldanello
- Scénario : Mario Damiani, Juan Antonio Verduro
- Genre : western spaghetti
- Musique : Piero Umiliani
- Production : Filmar Compagnia Cinematografica, Productions Cine
- Photographie : Leopoldo Villaseñor Barco
- Format d'image : 2.35:1
- Montage : Luis Diego Alvaréz
- Durée : 105 minutes
- Décors : Augusto Vega Perez
- Costumes : Vanni Castellani
- Maquillage : Gianfranco Mecacci
- Pays de production :  Italie,  Espagne
- Langue originale : italien
- Date de sortie : 
  - Italie : 18 août 1974[1]

## Distribution
- Fabio Testi : Ringo Hammond
- John Ireland : Abel Webster
- Rosalba Neri : Katherine
- Luisa Rivelli : Isidra
- Daniel Martín : Condor
- Miguel de la Riva (sous le pseudo de Michael Rivers) : Ben Webster
- José Alvarez Canalejas : Matt
- Vittorio Richelmy : Josh
- Maria Teresa Zago : Alice
- Luis Induni : Lovewell
- Angelo Dessy : Luke
- Attilio Dottesio : Smith
- Bruno Arié : Harrington
- Altiero Di Giovanni : El Vengador
- Sergio Sagnotti : Willy